# نمایشگاه هوایی کیش

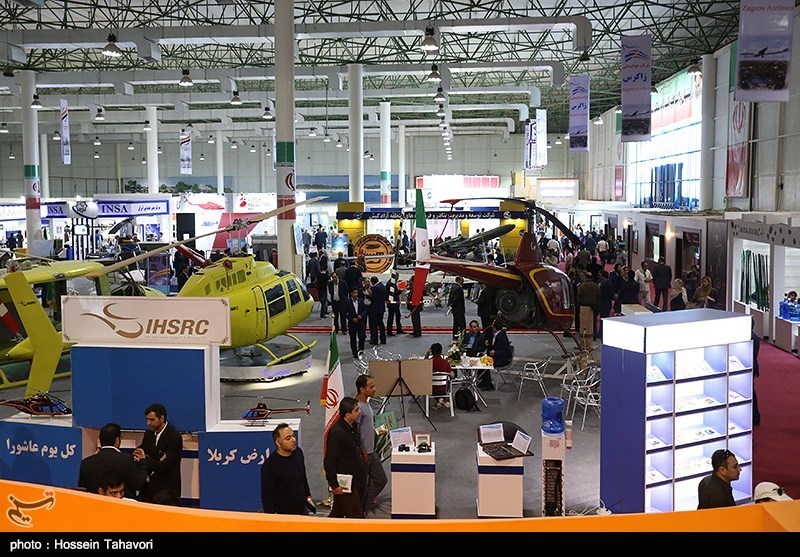
نمایی از هشتمین همایش و نمایشگاه هوایی و هوانوردی کشور در کیش - ۱۳۹۵

نمایشگاه هوایی کیش هر دو سال یک‌بار در نمایشگاه بین‌المللی هوایی ایران در جزیره کیش در خلیج فارس برگزار می‌شود.
در پنجمین نمایشگاه بین‌المللی صنایع هوایی کیش که از ۱۸ تا ۲۱ آبان ۱۳۸۹ برگزار شد نزدیک به ۱۲۰ شرکت داخلی و خارجی آخرین تولیدات و دستاوردهای خود را در زمینه‌های صنایع هوایی، هوانوردی، فرودگاهی و هوا- فضا به معرض نمایش گذاشتند.
هواپیماهای سبک، انواع مختلف بالگرد، بالن، گلایدر، پاراموتور، کایت موتوردار و چتر پرشی و همچنین پروازهای نمایشی جت یک نفره آنتونوف ۱۵۸ از کشور اوکراین از جمله برنامه‌های نمایشی نمایشگاه صنایع هوایی کیش بودند.